# Eremiaphila klunzingeri
Eremiaphila klunzingeri es una especie de mantis de la familia Eremiaphilidae.

## Distribución geográfica
Se encuentra en Egipto.